# Rumunská akademie
Rumunská akademie (rumunsky: Academia Română) je kulturně-vědecká instituce sídlící v rumunském hlavním městě Bukurešti, na náměstí Calea Victoriei. Byla založena 1. dubna 1866 pod názvem Societatea Literară Română. Jejími cíli bylo kultivovat rumunský jazyk, rozvíjet rumunskou literaturu, studovat rumunské dějiny a přispívat k rozvoji všech věd v Rumunsku. K jedním ze základních projektů akademie patřil Rumunský slovník (Dicționarul explicativ al limbii române). Otcem zakladatelem byl rumunský politik Constantin Alexandru Rosetti. K zakládajícím členům patřili též Vasile Alecsandri, Ion Heliade Rădulescu (první prezident), Titu Maiorescu, George Bariț nebo Timotei Cipariu. V letech 1876–1882, 1884–1887, 1890–1893 a 1894–1895 byl prezidentem akademie Ion Ghica, v letech 1887-1890 Mihail Kogălniceanu. Oba byli premiéry Rumunska, což dosvědčuje politický význam akademie v 19. století. Současný název nese organizace od roku 1879. V roce 1867 byla zřízena knihovna akademie (Bibilioteca Academiei Române). V současnosti disponuje sedmi miliony svazky. Akademie má též vlastní nakladatelství. V roce 1935 si zástupci přírodních a exaktních věd, nespokojení s nedobře fungující vědeckou sekcí Rumunské akademie a nedostatečným zastoupením vědců v ní (pouhých 12 křesel) založili Rumunskou akademii věd. Zástupci Rumunské akademie se obrátili v roce 1938 na soud, který odštěpenecké organizaci zakázal užívat název akademie, načež se přejmenovala na Rumunský institut věd. V roce 1940 se vrátila k původnímu názvu. Řevnivost přetrvala a roku 1948 nový komunistický režim Rumunskou akademii věd násilně začlenil do Rumunské akademie. V roce 2007 se však Rumunská akademie věd znovu osamostatnila.